# Sestino
Sestino là một đô thị ở tỉnh Arezzo trong vùng Toscana, tọa lạc khoảng 80 km về phía đông của Florence và khoảng 45 km về phía đông bắc của Arezzo.
Sestino giáp các đô thị sau: Badia Tedalda, Belforte all'Isauro, Borgo Pace, Carpegna, Casteldelci, Mercatello sul Metauro, Pennabilli, Piandimeleto.